# 1821
| 1821               |
| ------------------ |
| Dødsfald - Fødsler |
|                    |

| Gregoriansk kalender | 1821 MDCCCXXI           |
| Ab urbe condita      | 2574                    |
| Armensk kalender     | 1270 ԹՎ ՌՄՀ             |
| Kinesiske kalender   | 4517 – 4518 庚辰 – 辛巳 |
| Etiopisk kalender    | 1813 – 1814             |
| Jødisk kalender      | 5581 – 5582             |
| Hindukalendere       |                         |
| - Vikram Samvat      | 1876 – 1877             |
| - Shaka Samvat       | 1743 – 1744             |
| - Kali Yuga          | 4922 – 4923             |
| Iransk kalender      | 1199 – 1200             |
| Islamisk kalender    | 1236 – 1238             |

Året 1821 startede på en mandag.
Konge i Danmark: Frederik 6. 1808-1839
Se også 1821 (tal)

## Begivenheder

### Marts
- 5. marts - James Monroe bliver indsat i sin anden periode som præsident i USA
- 6. marts - den græske frihedskrig mod tyrkerne indledes
- 25. marts - Grækerne gør oprør mod det tyrkiske overherredømme og erklærer landet uafhængigt

### Maj
- 5. maj – Napoleon Bonaparte dør i eksil på øen Sankt Helena efter flere års fangenskab under britisk overvågning.
- 8. maj - den russiske admiral Fabian Gottlieb von Bellinghausen melder efter at have sejlet omkring det, at Antarktis er et kontinent

### Juli
- 9. juli - 470 fremtrædende cyprioter, herunder ærkebiskop Kyprianos, henrettes af det osmanniske styre som følge af Cyperns støtte til den Græske uafhængighedskrig
- 17. juli - Spanien afgiver Florida til USA

### August
- 10. august – Missouri bliver optaget som USA's 24. stat

### September
- 15. september – Fem latinamerikanske lande opnår selvstændighed efter spansk kolonistyre: Costa Rica, El Salvador, Honduras, Guatemala og Nicaragua
- 27. september - Mexico bliver uafhængig af Spanien

### November
- 28. november – Panama erklærer sig uafhængigt af Spanien og slutter til til republikken Colombia

## Født
- 4. september - Theodor Schiøtz, grundlægger af Albani Bryggerierne (død 1900)
- 24. september – Cyprian Kamil Norwid, polsk romantisk digter (død 1883).
- 11. november – Fjodor Mikhajlovitj Dostojevskij, russisk forfatter (død 1881).

## Dødsfald
- 5. maj – Napoleon Bonaparte, tidligere fransk kejser (født 1769).
- 12. juli – Thomas Thaarup, dansk digter (født 1749).
- 26. november – Christen Henriksen Pram, dansk/norsk digter, embedsmand og tidsskriftudgiver (født 1756).